# مصطفی گودرزی
مصطفی گودرزی (زادهٔ ۱۳۳۹) طراح گرافیک و نقاش ایرانی، عضو هیئت علمی دانشکدهٔ هنرهای تجسمی دانشگاه تهران و عضو پیوستهٔ فرهنگستان هنر است. او مدرک دکتری هنرهای تجسمی را از دانشگاه رن و دکتری تاریخ هنر را از دانشگاه سوربن دریافت کرده است. از جمله رویدادهایی که گودرزی به جوایز آنها دست یافته می‌توان به دیپلم افتخار نمایشگاه بین‌المللی گرافیک مسکو (۱۹۸۷ میلادی) و جایزهٔ ویژه‌ٔ اولین نمایشگاه سالانهٔ گرافیک تهران و لوح یادبود و دیپلم افتخار از دومین بی‌ینال نقاشی تهران (۱۳۷۲) اشاره کرد. همچنین او در جشنواره‌های هنری از جمله چند دوره از جشنواره هنرهای تجسمی فجر دبیر و داور بوده است.

### تألیف
- چند کلمه درباره نقاشی معاصر ایران، نشر آریا، ۱۳۷۸
- خیلی دور ،خیلی نزدیک، ،نشر مهر نوروز، ۱۳۹۴
- خاطرات ناتمام، نشر مهر نوروز، ۱۳۹۴
- به همراه زهره کرامت، درآمدی بر مبانی نقد دینی هنر، نشر ساقی، ۱۳۹۴
- به همراه مریم تکلو، تعامل ویدئوآرت و نقاشی، نشر مهر نوروز، ۱۳۹۶
- به همراه وحید شاکر، مقدمه‌ای بر مطالعه بازار مالی و اقتصادی هنرهای تجسمی معاصر ایران در سه دهه اخیر، نشر مهر نوروز، ۱۳۹۶
- به همراه یاسمن امامی، کمیک‌استریپ‌های فرانسوی‌زبان، نشر همای هنر، ۱۳۹۷

### ترجمه
- مدرن‌ها و دیگران، یکصد سال هنر مدرن در جهان، نشر ساقی، ۱۳۹۳
- نظریه‌های هنر [فلسفه، نقد و تاریخ هنر از زمان افلاطون تا روزگار ما، نشر ساقی، ۱۳۹۴
- به همراه مینو ایلخانی‌پور، درآمدی بر تحلیل تصویر، نشر همای هنر، ۱۳۹۹